# Bahnstrecke Küstrin-Kietz–Frankfurt (Oder)
| |                        |                                            |                                            |
| Streckennummer: | 6523                   |                                            |                                            |
| Kursbuchstrecke (DB): | DB ex 206.62           |                                            |                                            |
| Kursbuchstrecke: | 116e (1934) 129 (1946) |                                            |                                            |
| Streckenlänge: | 28,7 km                |                                            |                                            |
| Spurweite: | 1435 mm (Normalspur)   |                                            |                                            |
| |                        |                                            |                                            |
| \| \| \| von Kostrzyn \| \| \| \| 0,0 \| Küstrin-Kietz Keil-/Inselbahnhof \| Küstrin-Kietz Keil-/Inselbahnhof \| \| \| \| von und nach Berlin \| \| \| \| 3,8 \| Neu Manschnow \| Neu Manschnow \| \| \| 7,2 \| Reitwein \| Reitwein \| \| \| 10,7 \| Podelzig \| Podelzig \| \| \| 17,4 \| Lebus \| Lebus \| \| \| \| Viadukt Wüste Kunersdorf \| \| \| \| 20,6 \| Abzw. Wüste Kunersdorf \| Abzw. Wüste Kunersdorf \| \| \| 22,1 \| von Eberswalde \| von Eberswalde \| \| \| 24,4 \| Booßen \| Booßen \| \| \| \| nach Frankfurt (Oder) \| \| \| \| 24,6 \| Kliestow (Kr Lebus) früher Grube Vaterland \| Kliestow (Kr Lebus) früher Grube Vaterland \| \| \| \| Hafenbahn Frankfurt \| \| \| \| \| von Eberswalde \| \| \| \| \| von Berlin \| \| \| \| 28,7 \| Frankfurt (Oder) \| Frankfurt (Oder) \| \| \| \| nach Cottbus, Guben und Poznań \| \| |                        |                                            |                                            |
| Strecke |                        | von Kostrzyn                               | von Kostrzyn                               |
| Bahnhof | 0,0                    | Küstrin-Kietz Keil-/Inselbahnhof           | Küstrin-Kietz Keil-/Inselbahnhof           |
| Abzweig ehemals geradeaus, nach rechts und ehemals von rechts |                        | von und nach Berlin                        | von und nach Berlin                        |
| Haltepunkt / Haltestelle (Strecke außer Betrieb) | 3,8                    | Neu Manschnow                              | Neu Manschnow                              |
| Bahnhof (Strecke außer Betrieb) | 7,2                    | Reitwein                                   | Reitwein                                   |
| Bahnhof (Strecke außer Betrieb) | 10,7                   | Podelzig                                   | Podelzig                                   |
| Bahnhof (Strecke außer Betrieb) | 17,4                   | Lebus                                      | Lebus                                      |
| Brücke über Wasserlauf (Strecke außer Betrieb) |                        | Viadukt Wüste Kunersdorf                   | Viadukt Wüste Kunersdorf                   |
| Strecke von links (außer Betrieb) · Abzweig geradeaus und nach rechts (Strecke außer Betrieb) | 20,6                   | Abzw. Wüste Kunersdorf                     | Abzw. Wüste Kunersdorf                     |
| Abzweig ehemals geradeaus und von rechts · Strecke (außer Betrieb) | 22,1                   | von Eberswalde                             | von Eberswalde                             |
| ehemaliger Bahnhof · Strecke (außer Betrieb) | 24,4                   | Booßen                                     | Booßen                                     |
| Strecke · Strecke (außer Betrieb) |                        | nach Frankfurt (Oder)                      | nach Frankfurt (Oder)                      |
| Haltepunkt / Haltestelle (Strecke außer Betrieb) | 24,6                   | Kliestow (Kr Lebus) früher Grube Vaterland | Kliestow (Kr Lebus) früher Grube Vaterland |
| Kreuzung geradeaus oben (Strecken außer Betrieb) |                        | Hafenbahn Frankfurt                        | Hafenbahn Frankfurt                        |
| Abzweig ehemals geradeaus und von rechts |                        | von Eberswalde                             | von Eberswalde                             |
| Abzweig geradeaus und von rechts |                        | von Berlin                                 | von Berlin                                 |
| Bahnhof | 28,7                   | Frankfurt (Oder)                           | Frankfurt (Oder)                           |
| Abzweig geradeaus, nach links und nach rechts |                        | nach Cottbus, Guben und Poznań             | nach Cottbus, Guben und Poznań             |

Die Bahnstrecke Küstrin-Kietz–Frankfurt (Oder) war eine überwiegend zweigleisige Hauptbahn in Brandenburg. Nach 1945 wurde sie als eingleisige Nebenbahn betrieben. Im Jahr 2000 wurde die Strecke stillgelegt.

## Geschichte

### Von den Anfängen bis 1945

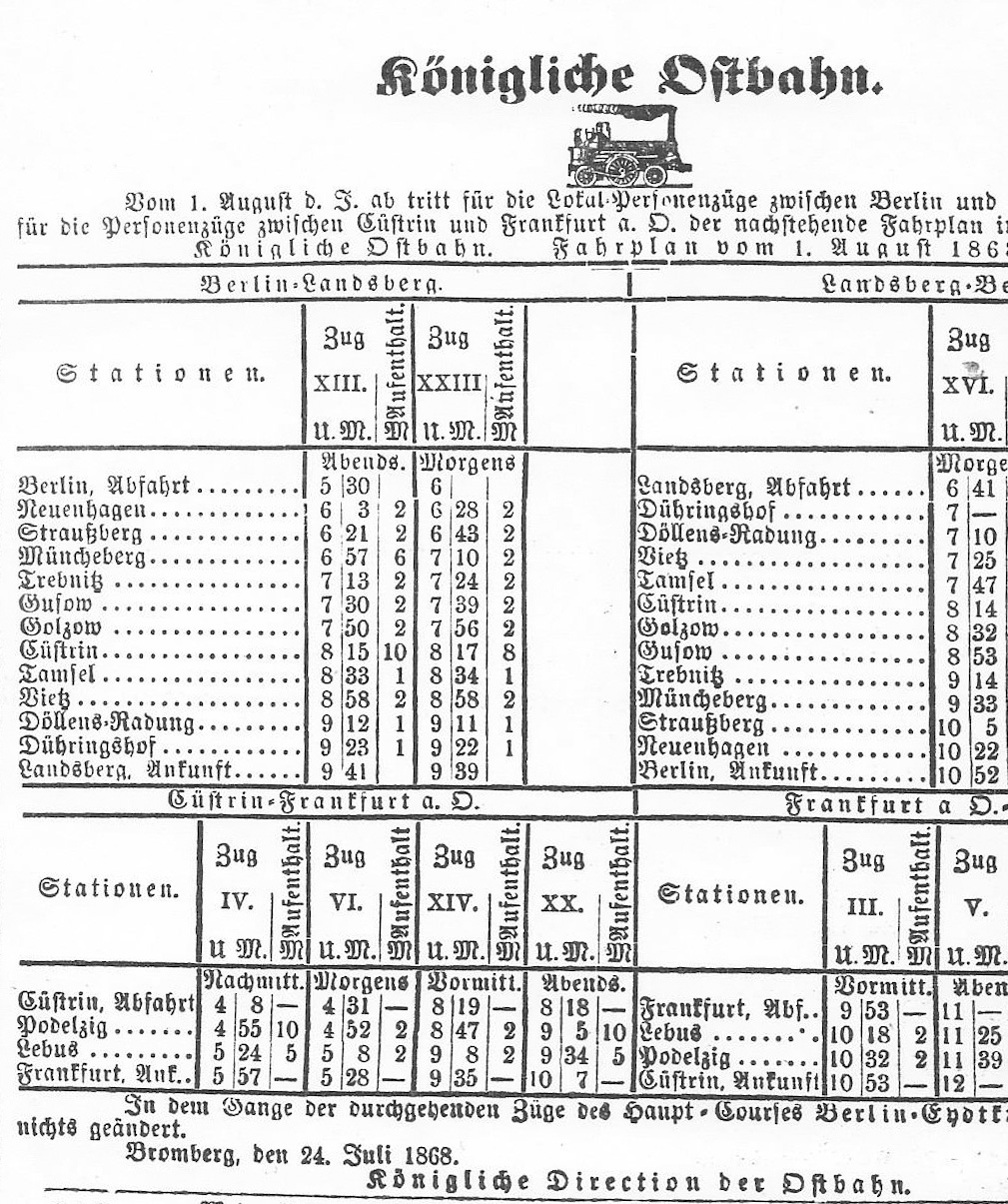
Fahrplan der Königlichen Ostbahn vom 1. August 1868

Mitte des 19. Jahrhunderts bestand der Bedarf nach einer möglichst direkten Verbindung von Berlin nach Ostpreußen. Am 12. Oktober 1857 eröffnete die Preußische Ostbahn ihre Verbindung von Frankfurt (Oder) über Küstrin (bis 1929 Cüstrin) und Landsberg (Warthe) nach Kreuz an der Strecke Stettin–Posen und gleichzeitig den Abschnitt Dirschau–Marienburg. Damit war über die Niederschlesisch-Märkische Eisenbahn aus Berlin eine direkte Verbindung nach Ostpreußen entstanden. Zwischenstationen auf dem Abschnitt Frankfurt–Cüstrin entstanden in Lebus und Podelzig.
1867 wurde die Strecke von Berlin über Strausberg nach Cüstrin in Betrieb genommen. Damit sank die Bedeutung der alten Strecke nach Frankfurt (Oder), da der durchgehende Verkehr fortan den kürzeren Weg über Strausberg nahm.
Neue Aufgaben bekam die Strecke aber, als 1874 bis 1877 die Strecke Breslau–Stettin gebaut wurde und zeitgleich eine Verbindung aus Cottbus nach Frankfurt entstanden war. Damit war eine durchgehende Nord-Süd-Relation von der Ostsee mit dem Stettiner Hafen nach Sachsen entstanden.
Zwischen 1910 und 1917 entstand ein großer Verschiebebahnhof im Nordwesten von Frankfurt. Er war nicht direkt von der Strecke aus Küstrin zu erreichen. Deswegen wurde eine Verbindung gebaut, die südlich von Lebus am Abzweig Wüste Kunersdorf begann und zum Bahnhof Booßen an der Bahnstrecke Eberswalde–Frankfurt (Oder) führte, die in diesem Bereich fast parallel zur Küstriner Strecke verlief. Die direkte Strecke über Grube Vaterland diente seitdem nur noch dem Personenverkehr und blieb eingleisig, die neue Verbindung wurde in den 1920er Jahren zweigleisig ausgebaut.
In den 1930er Jahren bestand mit etwa zehn Personenzugpaaren am Tag ein dichtes Zugangebot. Außerdem fuhren drei Eilzugpaare, die meist einerseits bis Dresden bzw. Breslau–Beuthen, andererseits bis Stettin durchgebunden waren.

### Entwicklung ab 1945

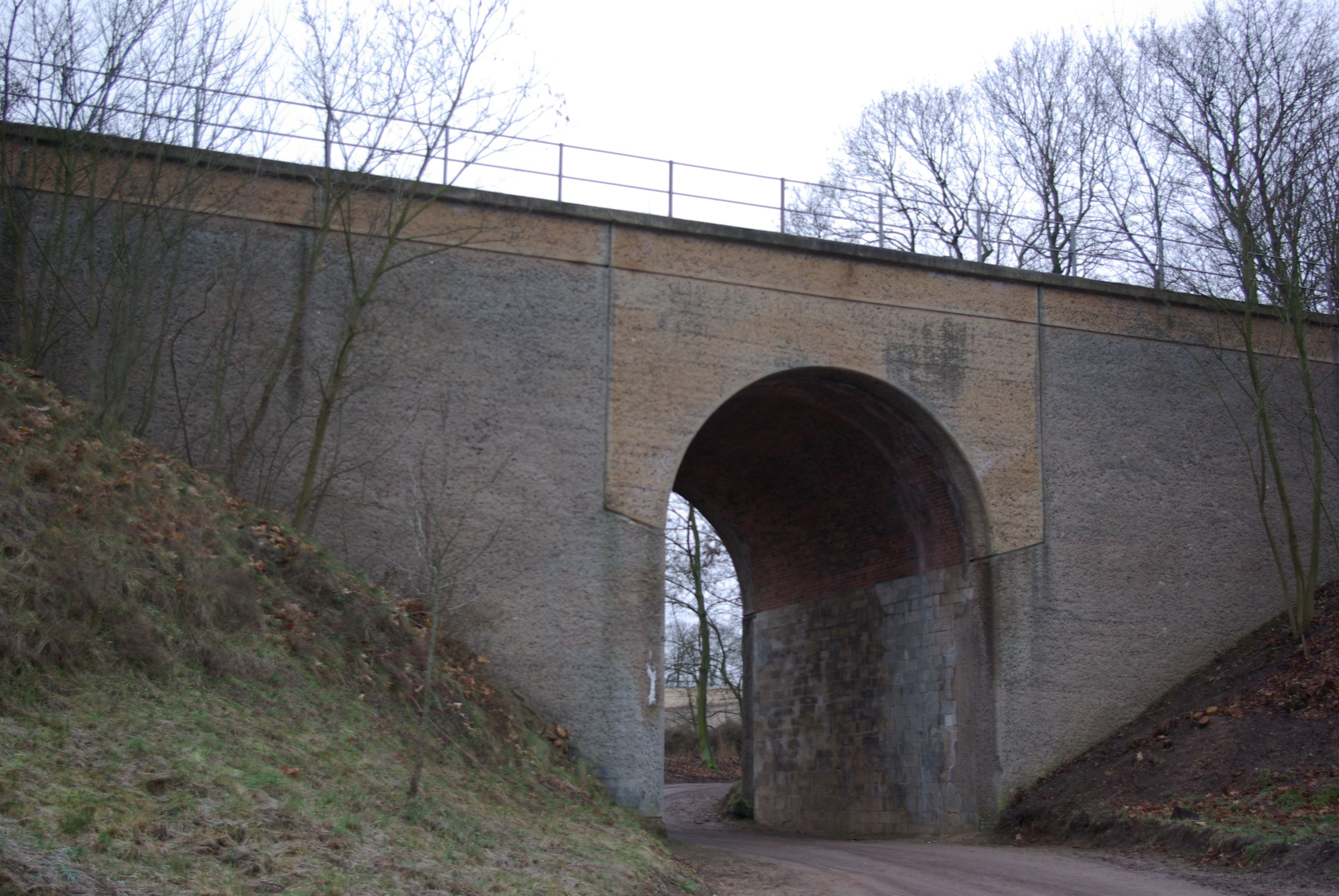
Eisenbahnbrücke in Podelzig

1945 war die Region Schauplatz heftiger Kämpfe zwischen der deutschen Wehrmacht und der Roten Armee. Bei der Schlacht um die Seelower Höhen wurden mehrere Bahnhofsgebäude zerstört. Auch die Strecke erlitt schwere Schäden. Die Wiederinbetriebnahme zwischen Booßen und Podelzig erfolgte 1947. Nach Beseitigung der Schäden infolge der Überschwemmungskatastrophe vom März 1947 im Oderbruch erfolgte die Betriebsaufnahme ab Oktober 1948 bis Reitwein. Der Abschnitt Reitwein–Küstrin-Kietz wurde bis Mitte 1950 wieder aufgebaut, womit die Strecke wieder durchgängig befahrbar war. Das zweite Gleis der Strecke ging als Reparationsleistung an die Sowjetunion, ebenso die Gleise der direkten Verbindung von Kliestow nach Frankfurt, da die geringen Zugzahlen (zuvor nur Personenverkehr) die Wiederinbetriebnahme nicht erforderlich machten. Es blieb nur die Strecke über Booßen. Zudem nahm wegen der nahen Grenze zu Polen die verkehrliche Bedeutung der Strecke deutlich ab. Der Grenzübergang Kietz/Kostrzyn diente nur dem Güterverkehr. Die Strecke wurde zur Nebenbahn herabgestuft.
In den 1970er und 1980er Jahren fuhren jeweils etwa vier bis fünf Zugpaare am Tag im Personen- wie auch im Güterverkehr. Für den Güter- und Militärverkehr war bei Kietz eine Verbindungskurve („Berliner Kurve“) während des 2. Weltkrieges bis zum Planum hergestellt und 1953/1954 mit der Umgestaltung des Bahnhofs Kietz zum Grenzbahnhof fertiggestellt worden, über die direkte Fahrten auf die Ostbahn Richtung Berlin möglich wurden. Ebenso baute man bei Neu Manschnow und gegenüber auf polnischer Seite Militärstrecken an die Oder. Sie sollten im Kriegsfall über eine Pionierbrücke verbunden werden und so die Umfahrung der Oderquerungen in Kostrzyn bzw. Frankfurt (Oder) ermöglichen. Eine Reihe vergleichbarer strategischer Bahnen gab es an Oder und Elbe.
In der Nacht vom 26. zum 27. Juni 1977 ereignete sich in Lebus ein schweres Zugunglück. Ursache war einerseits der Fehler eines Weichenwärters in Booßen. Hinzu kam der unzureichende Sicherheitsstand des Bahnhofs. Der Schnellzug D 1918 nach Stralsund, der eigentlich über Eberswalde fahren sollte, wurde in Booßen stattdessen in Richtung Kietz geleitet und kollidierte am Haltepunkt Lebus mit einem Güterzug. 29 Menschen kamen dabei ums Leben. 
Nach der politischen Wende der DDR wurde die Grenze bei Kostrzyn 1993 wieder für den Personenverkehr geöffnet. Auch die Züge aus Frankfurt (Oder) fuhren direkt bis in den Bahnhof Küstrin, schließlich sogar im Zweistundentakt. Dennoch blieb die Auslastung gering, da sich die Nachfrage aus Polen eher in Richtung Berlin orientierte und ansonsten nur wenig größere Orte an der Strecke lagen. Zum 1. Juni 1996 wurde der Personenverkehr eingestellt. Zu einer nennenswerten Nutzung im Güterverkehr kam es ebenfalls nicht.
Am 1. September 2000 genehmigte das Eisenbahnbundesamt die Stilllegung der Strecke, was am 9. November desselben Jahres vollzogen wurde. Mittlerweile sind die Gleise teilweise abgebaut worden.

## Bahnhöfe
Küstrin-Kietz (früher Kietz, Cüstrin Lange Vorstadt)
Der ursprüngliche Bahnhof Cüstrin war der spätere Bahnhof Küstrin Altstadt auf der Westseite der Oder. Der heutige Bahnhof Kostrzyn entstand mit der Bahnstrecke Breslau–Stettin 1876 und hieß zunächst Cüstriner Vorstadt, erst seit 1904 Cüstrin (Neustadt) Hbf. Mit dem Bau der Verbindung nach Stettin wuchs auch die Bedeutung der Verbindung im Güterverkehr. Deswegen wurde es nötig, 1877 einen zunächst rein betrieblichen Aufgaben dienenden Bahnhof am Abzweig der Strecken nach Strausberg und Frankfurt zu errichten. Er diente ab spätestens 1882 auch dem Personenverkehr zunächst unter dem Namen Kietz, ab 1904 dann Cüstrin Kietz. Im Zweiten Weltkrieg wurde das Empfangsgebäude zerstört und um 1950 neu aufgebaut. Zu DDR-Zeiten wurde der Bahnhof in Kietz umbenannt, um Assoziationen an die nun in Polen liegende und nun Kostrzyn genannte Kernstadt zu vermeiden. Wegen seiner Aufgaben bei der Grenzabfertigung im Güterverkehr erfolgte eine deutliche Erweiterung. Als Keilbahnhof angelegt, wurde er später durch den Bau eines Verbindungsgleises von Berlin auf die Frankfurter Seite zum Inselbahnhof. Heute ist der Bahnhof nur noch für die Züge der Relation Berlin–Kostrzyn in Betrieb, der Bahnsteig nach Frankfurt wurde zum Betriebsgelände erklärt und eingezäunt.
Neu Manschnow
Um 1950 errichteter Haltepunkt. Neu Manschow wie auch Reitwein, Podelzig und Lebus waren bis zur Einstellung des Personenverkehrs 1996 in Betrieb.
Reitwein
Bahnhof, 1879 eingerichtet. Zu DDR-Zeiten längere Zeit unbesetzt.
Podelzig
Bahnhof, beim Bau der Strecke 1857 in Betrieb gegangen. Das Empfangsgebäude wurde im Zweiten Weltkrieg zerstört und neu aufgebaut. Nach dem Zweiten Weltkrieg die einzige verbliebene Kreuzungsmöglichkeit auf der Strecke. Ende der 1980er Jahre wurde der Bahnhof mit sowjetischen EZMG-Signalen ausgerüstet.
Lebus
Bahnhof, beim Bau der Strecke 1857 in Betrieb gegangen. Das Empfangsgebäude wurde nach Kriegszerstörungen abgerissen und durch eine Baracke ersetzt. Zu DDR-Zeiten war der Bahnhof längere Zeit unbesetzt und am Ende nur noch ein Haltepunkt.
Booßen
Kliestow (Kreis Lebus) (früher Grube Vaterland)
Seit den 1880er Jahren befand sich dort eine Güterverladestelle für den Braunkohletagebau. 1900 wurde sie durch einen Haltepunkt für den Personenverkehr ersetzt. Bei der Station gab einen Anschluss zur Frankfurter Güterbahn. Die Station lag am Abschnitt, der 1945 als Reparationsleistung abgebaut war.
 Frankfurt (Oder)